# Bandy i Indien
Bandy i Indien är ännu på inledningsstadiet. I juli 2002 valdes Indien in i världsbandyförbundet "Federation of International Bandy". Det nationella förbundet planerade att sända ett lag till Asiatiska vinterspelen i Astana-Almaty 2011 . Det infriades dock inte och till VM det året fick man inte komma då turneringsformatet ännu inte tillät så många nya länder. Det är oklart när eller om den internationella debuten kommer att ske. Uppgifter fanns om att den skulle ske vid det första asiatiska mästerskapet som skulle ha spelats i december 2012 men inte gjorde det.